# Glacier-Bay-Nationalpark
Der Glacier-Bay-Nationalpark (englisch Glacier Bay National Park and Preserve) ist ein Nationalpark der USA im Süden von Alaska, in der Nähe von Juneau, im sogenannten Alaska Panhandle. Im Park gibt es über 50 benannte Gletscher, 7 davon reichen bis in das von den Gezeiten beeinflusste Wasser der von Fjorden wie dem Tarr Inlet durchzogenen, Glacier Bay genannten Bucht („Gletscher-Bucht“). Dort brechen häufig über 50 Meter hohe Eisbrocken ab und fallen explosionsartig in das Wasser (Kalben).

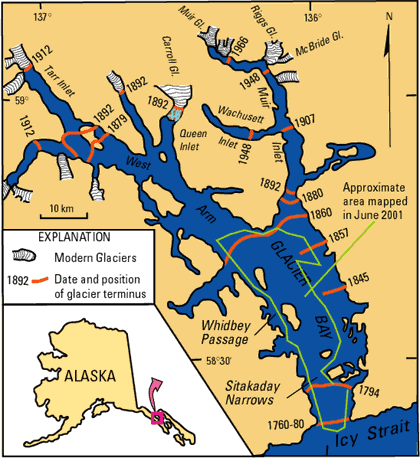
Karte von Glacier Bay. Die roten Linien zeigen die glaziale Ausdehnung mit Zeitangabe seit 1760 während des Gletscherrückzugs nach der Kleinen Eiszeit.

Die Region um die Glacier Bay wurde am 25. Februar 1925 zunächst als National Monument unter Schutz gestellt. Der 1980 durch den Alaska National Interest Lands Conservation Act daraus entstandene Nationalpark wurde um 2.100 km² erweitert und erstreckt sich über eine Fläche von 13.287 km². Ein Großteil davon (10.784 km²) ist als Wildnis-Gebiet ausgewiesen. Bei dem Park handelt es sich um ein Schutzgebiet der IUCN-Kategorie V (Geschützte Landschaft/Geschütztes Marines Gebiet).
Der Park wird von der UNESCO als Teil eines internationalen Biosphärenreservats und als Weltnaturerbe eingeordnet. 1979 wurde der kanadische Kluane-Nationalpark, zusammen mit dem US-amerikanischen Wrangell-St.-Elias-Nationalpark, zu einem grenzüberschreitenden Weltnaturerbe erklärt. Dieses Weltnaturerbe wurde 1992 dann um den Glacier-Bay-Nationalpark und 1994 noch um den kanadischen Tatshenshini-Alsek Provincial Park zu einem gemeinsamen und zusammenhängenden Weltnaturerbe ergänzt, sie bilden die transnationale Welterbestätte des Parksystems Kluane / Wrangell-St. Elias / Glacier Bay / Tatshenshini-Alsek. Ein kleines Erweiterungsgebiet im äußersten Westen des Nationalparks ist mit dem geringeren Schutzstatus einer National Preserve ausgewiesen. Hier war schon vor der Unterschutzstellung die Jagd üblich, sie ist auch weiterhin erlaubt.
Die Gletscher des Nationalparks sind von wissenschaftlicher Bedeutung, denn sie markieren heute den Rückzug einer kleineren, 4000 Jahre zurückliegenden Eiszeit. Als Kapitän George Vancouver 1794 die Region erforschte, war die Bucht fast vollständig vom Eis der Gletscher gefüllt. Das Eis war mehrere Kilometer breit und über 1000 Meter hoch. 1879, keine 100 Jahre später, stellte der Naturforscher John Muir fest, dass sich die Gletscher stark zurückentwickelt hatten. Die heute als Muir-Gletscher bekannte Eismasse  hat sich in diesen 85 Jahren um 77 Kilometer verkürzt. Heute hat sich dieser Rückzug der Gletscher verlangsamt. Drei Gletscher ziehen sich weiter zurück, während acht länger werden. Wissenschaftler erforschen den Einfluss der Gletscher-Bewegung auf das globale Klima und die Pflanzenwelt in den von den Gletschern freigegebenen Flächen.

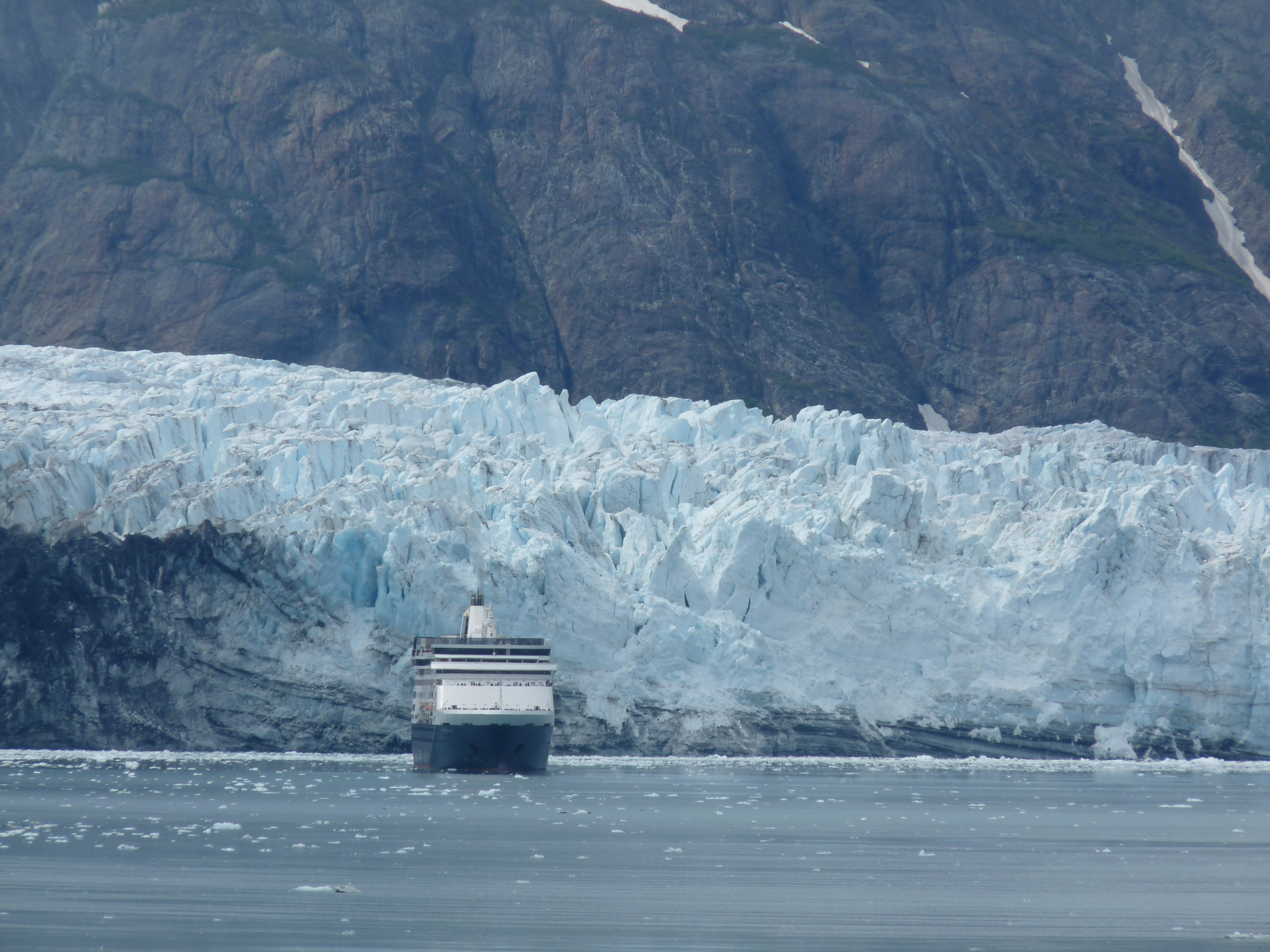
Kreuzfahrtschiff in der Glacier Bay

Die jährlich etwa 380.000 Besucher reisen überwiegend mit Kreuzfahrtschiffen an, oder in einigen Fällen mit Fähren, die vom National Park Service betrieben werden. Die einzige Straße führt vom kleinen Flughafen über den Ort Gustavus, beide außerhalb der Parkgrenzen im Südosten, zum Besucherzentrum, dem Campingplatz und der Glacier Bay Lodge, dem einzigen Hotel im Park.
In den vier Bergketten liegen über 100 Gletscher. Der höchste Punkt im Park liegt an der Flanke des 4663 Meter hohen Mount Fairweather, dessen Gipfel jedoch auf kanadischer Seite außerhalb der Parkgrenzen liegt. Wölfe, Braunbären, Schwarzbären und Schneeziegen sind charakteristische Großtierarten des Nationalparks. In den Küstengewässern sind auch zahlreiche marine Säuger wie Killerwale, Buckelwale, Grauwale, Seeotter, Seehunde und Stellersche Seelöwen anzutreffen. Das Gebiet ist darüber hinaus eine der wenigen Stellen, an der der vom Aussterben bedrohte Kurzschnabelalk noch vorkommt.
Weitere Säugetiere des Gebietes sind Schneeschuhhasen, Eisgraue Murmeltiere, Biber, Urson und Rothörnchen. Der Sitka-Schwarzwedelhirsch hat in dieser Region sein nördlichstes Vorkommen. Seit den 1960er Jahren kommen auch Elche im Gebiet vor, die hier vorher nicht anzutreffen waren. Der Kojote ist ebenfalls ein Einwanderer der jüngeren Vergangenheit. In naher Zukunft könnten auch Pumas weiter vorstoßen und den Park besiedeln. Andere Raubtiere wie Vielfraß, Nordamerikanischer Fischotter, Nerz und Rotfuchs leben ebenfalls im Park. Kanadaluchse sind dagegen selten.

## Einzelbelege
1. ↑  Paul Carlson and Peter Barnes: Spring Multibeam Cruise in Glacier Bay Provides Spectacular Images, USGS, 2001 http://soundwaves.usgs.gov/2001/07/fieldwork2.html
2. ↑  Glacier Bay in der World Database on Protected Areas (englisch)
3. ↑  Kluane/Wrangell-St. Elias/Glacier Bay/Tatshenshini-Alsek. World Heritage Committee, abgerufen am 3. August 2015 (englisch).
4. ↑  Anthony J. Gaston und Ian L. Jones: The Auks. Oxford University Press, Oxford 1998, ISBN 0-19-854032-9, S. 201